# Clarrie Bourton
Pour les articles homonymes, voir Bourton.
 (août 2018).
Si vous disposez d'ouvrages ou d'articles de référence ou si vous connaissez des sites web de qualité traitant du thème abordé ici, merci de compléter l'article en donnant les références utiles à sa vérifiabilité et en les liant à la section « Notes et références ».
Clarence Frederick Thomas Bourton, plus connu sous le nom de Clarrie Bourton (né le 30 septembre 1908 à Paulton dans le Somerset et mort en 1981) est un joueur de football anglais qui évoluait au poste d'attaquant, avant de devenir ensuite entraîneur.

## Palmarès
Coventry City
- Championnat d'Angleterre D3 (1) :
  - Champion : 1935-36 (Sud).
  - Vice-champion : 1933-34 (Sud).
  - Meilleur buteur : 1931-32 (49 buts) et 1932-33 (40 buts).